# 사이풀라 아브사이도프
사이풀라 아타보비치 아브사이도프(러시아어: Сайпулла Атавович Абсаидов, 1958년 7월 14일~)는 소련과 러시아의 레슬링 선수, 지도자이다. 1980년 하계 올림픽에서 자유형 라이트급 종목에서 금메달을 획득했고 세계 선수권 대회에서 1회 우승했다. 현역 은퇴 후 레슬링 코치로 활동했고 2009년부터 2019년까지 아제르바이잔 자유형 레슬링 국가대표팀 감독을 맡았다.